# Aptychella glomeratopropagulifera
Aptychella glomeratopropagulifera là một loài Rêu trong họ Sematophyllaceae. Loài này được (Toyama) Seki mô tả khoa học đầu tiên năm 1968.